# Dinu Cocea
Constantin "Dinu" Cocea (konstanˈtin (ˈdinu) kot͡ʃe̯a; Periș, província d'Ilfov, Romania 22 de setembre de 1929 – París, 26 de desembre de 2013) va ser un actor, guionista i director de cinema romanès.
Dinu Cocea va néixer en una família força coneguda en el món del teatre; foren parents seus N. D. Cocea, Alice Cocéa, i Dina Cocea. Va estudiar a l'Institut del Teatre i del Cinema de Bucarest, on es va graduar el 1953.
Cocea va morir d'una insuficiencia cardíaca amb 84 anys, a París, on vivia des de 1986. Li va sobreviure la seva filla, Oana.

## Filmografia
- Haiducii (1966)
- Răpirea fecioarelor (1968)
- Răzbunarea haiducilor (1968)
- Haiducii lui Șaptecai (1971)
- Zestrea domniței Ralu (1971)
- Săptămîna nebunilor (1971)
- Parașutiștii (1972)
- La Révolte des Haîdouks- serial TV (1972)
- Stejar – extremă urgență (1974)
- Nu opriți ventilatorul (1976)
- Lanțul neglijențelor (1976)
- Instanța amână pronunțarea (1976)
- Ecaterina Teodoroiu (1978)
- Iancu Jianu, zapciul (1980)
- Iancu Jianu, haiducul (1981)